# Gian Piero Bognetti
Gian Piero Bognetti (Milano, 15 giugno 1902 – Milano, 22 febbraio 1963) è stato uno storico e archeologo italiano.

## Biografia
Allievo di Enrico Besta, fu docente di Storia del diritto italiano nelle Università di Urbino, Pisa, Genova, Milano.
Le sue ricerche sono incentrate sulla continuità delle istituzioni tardo-romane nel Medioevo e in particolare sull'analisi dei caratteri giuridici e religiosi del mondo longobardo.
Nelle sue opere ha messo in luce il lento e progressivo processo di integrazione della società germanica attraverso la conversione al cattolicesimo e l'assorbimento della cultura antica nel contatto con i Bizantini e il papato.
La vastità dei suoi interessi lo portò alla scoperta degli Affreschi di Castelseprio della Chiesa di Santa Maria foris portas di Castelseprio (1944). La riflessione sulle vicende del castrum lo condussero ad avanzare un'originale riflessione sulla storia religiosa longobarda, edita nella sua opera più celebre: Santa Maria "foris portas" di Castelseprio e la storia religiosa dei Longobardi, 1948.
Bognetti è tra i primi cultori italiani dell'Archeologia medievale: tra il 1961 e il 1962 promosse due importanti scavi medievali, tra i primi in Italia, condotti dall'Istituto di Storia della Cultura Materiale dell'Accademia Polacca delle Scienze, a Torcello (presso Venezia) e a Castelseprio; entrambe le ricerche, che hanno portato a risultati di notevole importanza, furono interrotte nel 1963 dalla sua morte.